# Schutzzone funktechnischer Anlagen
Eine Schutzzone funktechnischer Anlagen ist ein geographisches Gebiet, in dem durch Rechtsvorschriften der Betrieb oder die Installation von Quellen elektromagnetischer Strahlung eingeschränkt ist. Zweck ist ein möglichst störungsarmes Umfeld für empfindliche HF-Empfangseinrichtungen zu schaffen.

## Funktion
Die Einschränkung (durch Gesetze, Verordnungen und technische Anleitungen zu solchen) gilt im Vergleich zur Umgebung des Gebietes, in der die Rechtsvorschriften entweder nicht, in allgemeinerer oder weniger strenger Form gelten. Die Art und Weise solcher Vorschriften unterscheidet sich von Land zu Land. Gelten strenge Vorschriften für ganze Nationalstaaten, spricht man in der Regel nicht von einer Schutzzone, da Schutzzonen selbst nationaler Gesetzgebung entspringen. Schutzzonen sind häufig kreisförmig mit definiertem Radius um eine Einrichtung wie z. B. Radioteleskope angelegt, es gibt jedoch auch speziell ausgeformte Schutzzonen beispielsweise um Flughäfen, die dem Schutz der Kommunikation mit anfliegenden oder startenden Flugzeuge Rechnung tragen.
Ziel einer solchen Schutzzone ist der Schutz von technischen Einrichtungen vor elektromagnetischen Störungen. Die Einrichtung einer Schutzzone ist vor allem dann nötig, wenn die zu schützende Anlage besonders empfindlich oder von großer Bedeutung für die Sicherheit von Menschenleben oder eines Landes ist. Besondere Schutzwürdigkeit erlangen z. B.
- Flughäfen, wegen der schweren Folgen von Störungen der Avionik und Flugfunk während Start und Landung
- Radioteleskope, aufgrund der hohen Empfindlichkeit der Empfänger
- militärische Funkeinrichtungen, wegen ihrer hohen Priorität.

Als Radio Quiet Zone (RQZ) wird ein großflächiger Landstrich (Schutzzone) bezeichnet, in dem Radiosendungen und andere Quellen potenzieller elektronischer Störungen streng kontrolliert werden. Die Kontrollen in der Schutzzone sind so konzipiert, dass die hochempfindlichen Radioteleskope extrem schwache Signale aus dem Weltraum empfangen können.

## Internationaler Schutz
2007 wurde das Konzept der Starlight Reserves der UNESCO, von der WHC (Welterbekommission) und der IAU (Internationale Astronomische Union) im Rahmen der Initiative Astronomy and World Heritage und dem Der Mensch und die Biosphäre (MaB)-Programm Urban Ecology Programm auf der Konferenz auf der Kanarischen Insel La Palma („Recht auf Sternenhimmel“) erstellt. Dabei wurde der Schutz vor „Radismog“ – analog zu „Lichtsmog“ im visuellen Bereich – in die Gebietskategorie Starlight Astronomy Site (für herausragende Beobachtungsorte) ausdrücklich mitaufgenommen.
2010 wurde eine Studie der IAU und ICOMOS offiziell zur Kenntnis genommen, das natürliches Himmelsdunkel auch prinzipiell ein Schutzgut im Rahmen des UNESCO-Welterbes ist. Daher dürfte auch Funkstille im Radiobereich als Erbe für die ganze Menschheit zu sehen sein.

## Nationales

### Australien
In Australien gibt es folgende Schutzgebiete:
- Mid-West Radio Quiet Zone (RQZ), 2005 für das Murchison Widefield Array eingerichtet; inzwischen auch für das in Planung befindliche Square Kilometre Array; ohne jeden AM/FM-Empfang (150 Kilometer Umkreis, Frequenzen 70 MHz–25,25 GHz)
- Notification Zones – Anlagen melde- und bewilligungspflichtig und auf Grenzwerte eingeschränkt; Abstufung je nach Frequenz und Entfernung (je höher, desto geringer):[4]
  - Parkes Observatory (200 km Umkreis, Frequenzen 1,25–26 GHz)
  - Paul Wild Observatory Narrabri (250 km Umkreis, Frequenzen 1,25–26 GHz)
  - Mopra Observatory Coonabarabran (150 km Umkreis, Frequenzen 1,25–26 GHz)
  - Mount Pleasant Observatory Hobart (100 km Umkreis, Frequenzen 1,25–26 GHz ausgenommen 5-, 6- und 6,7-GHz-Band)
  - Ceduna Observatory (120 km Umkreis, Frequenzen 2,2–26 GHz)
  - Canberra Deep Space Communication Complex Tidbinbilla (120 km Umkreis, Frequenzen 1,25–26 GHz ausgenommen 18- und 22-GHz-Band)

### Deutschland
Die Schutzzonen werden durch Rechtsverordnungen und den allgemeinen Verwaltungsvorschriften, die sich durch die Bauart der Funkgeräte und die Beschaffenheit der funktechnischen Anlagen ergeben, in Deutschland durch die Bundesnetzagentur erlassen, überwacht und publiziert. Darüber hinaus stellt die Bundesnetzagentur den Frequenznutzungsplan auf, in dem das komplette Frequenzspektrum den verschiedenen Funkdiensten zugewiesen wird. So z. B. die Amateurbänder für den Amateurfunkdienst, CB-Funk, Betriebsfunk an Unternehmen und einzelne Frequenzen an Radiostationen bzw. Rundfunkanstalten.
Zu den weiteren Aufgabe der Bundesnetzagentur gehört es ụnter ạnderem eine effiziente und störungsfreie Frequenznutzung sicherzustellen.

#### CB-Funk-Schutzzone
Die Kanäle 41 bis 80 des CB-Funk sind nicht europäisch harmonisiert, daher existiert eine Schutzzone entlang der Grenzen zum Ausland. Eine Liste der Landkreise, Städte und Regionen, die sich innerhalb der Schutzzonen befinden, ist in der Allgemeinen Frequenzzuteilung für den CB-Funk nachzulesen.

#### Bodenradar-Schutzzone
Der Betrieb von Bodenradaren ist in speziellen Schutzzonen gänzlich untersagt.
Die Schutzzonen werden als Radius um Flughäfen, Militärflugplätze und Radioastronomie-Anlagen definiert und reichen von 1 km bei Zivilflughäfen bis zu 22 km um radioastronomische Anlagen.

#### Schutzzone für Kraftfahrzeug-Kurzstreckenradar
Der Betrieb von Kraftfahrzeug-Kurzstreckenradar im Frequenzbereich 21,65–26,65 GHz ist in einem Radius von 6,5 km um das Radioteleskop Effelsberg zulässig, wenn eine bestimmte EIRP nicht überschritten wird. Andernfalls ist das Radar mit einer automatischen oder manuellen Abschaltvorrichtung auszustatten.

#### Füllstandsradar-Schutzzone
Für den Einsatz von industriell genutzten Füllstandsradar-Geräten mit Frequenzen von 6 bis 85 GHz wurde eine Schutzzone, ausschließlich für Radioastronomiestandorte Effelsberg und Wettzell, verfügt. Der Schutzzonenradius, innerhalb dessen der Betrieb von Füllstandsradaren erhöhten Auflagen unterliegt, liegt je nach genutzter Frequenz zwischen 1,1 und 16,6 km.

#### Weitere Schutzzonen
- Schutzzonen um TV-Sender für Amateurfunkdienst im Bereich 50,08–51,00 MHz (aufgehoben durch Amtsblatt Nr. 24/2007 Seite 4729, Verfügung 69/2007)
- Schutzzonen mit 10 km Radius für UWB-Anwendungen (Vfg. 9 / 2010 im Amtsblatt der Bundesnetzagentur) um insgesamt 18 geografische Punkte. Die Verwendung des Störminderungstechnik (LDC) ist beschränkt, bzw. untersagt.
- Flughafenschutzzonen für GNSS-Repeater. In diesen Schutzzonen unterliegen GNSS-Repeater besonderen Zulassungs- und Inbetriebnahmevoraussetzungen (VVGNSSRp der Bundesnetzagentur)
- Schutzzonen der Prüf- und Messdienste der Bundesnetzagentur. Diese Schutzzonen um die entsprechenden Einrichtungen der Bundesnetzagentur existieren allgemein aber frequenzabhängig, die Radien werden den Errichtern von Funkanlagen jedoch nur auf Antrag mitgeteilt. Betroffen sind
  - alle Kurzzeitzulassungen
  - Flugfunkanlagen (s. VVFlufu, Bundesnetzagentur)
  - Satellitenfunk (s. VVSatFu)
  - Nicht öffentlicher Landfunk (s. VVNömL)
  - BOS-Funk

### Vereinigte Staaten

NRQZ West Virginia und Virginia

Die National Radio Quiet Zone (NRQZ) der Vereinigten Staaten von Amerika ist die größte funktechnische Schutzzone der USA. Sie umfasst ein nahezu quadratisches Gebiet von 34.000 km² in West Virginia und Virginia. Innerhalb des Gebiets befinden sich das National Radio Astronomy Observatory sowie die Sugar Grove Station der U.S. Navy und NSA.